# Stipa latiglumis
Stipa latiglumis är en gräsart som beskrevs av Jason Richard Swallen. Stipa latiglumis ingår i släktet fjädergrässläktet, och familjen gräs. Inga underarter finns listade i Catalogue of Life.